# Salem Saleh bin Braik
Salem Saleh Salem bin Braik (em árabe: سالم صالح سالم بن بريك; nascido em 3 de abril de 1965) é um político iemenita que atua como Primeiro-ministro do Iémen desde 3 de maio de 2025.

## Primeiros anos
Salem Saleh Salem bin Braik nasceu em 3 de abril de 1965 em Mukalla, uma cidade costeira no leste do Iémen, às margens do Golfo de Áden.

## Carreira
Antes de ser nomeado primeiro-ministro, bin Braik ocupava o cargo de ministro das Finanças. Ele foi escolhido após a renúncia de Ahmed Awad bin Mubarak, que deixou o cargo alegando dificuldades no exercício da função, incluindo a impossibilidade de realizar uma reforma ministerial. O mandato de Mubarak foi marcado por confrontos com Rashad al-Alimi, chefe do conselho presidencial do Iémen, principalmente em relação à demissão de vários ministros. A liderança de bin Braik assume um governo que continua enfrentando uma prolongada guerra civil, com os rebeldes Houthis controlando grandes partes do país, incluindo a capital, Saná. Os Estados Unidos intensificaram ataques aéreos contra posições houthis para conter ataques a embarcações comerciais no Mar Vermelho.